# Războiul Ruso-Turc

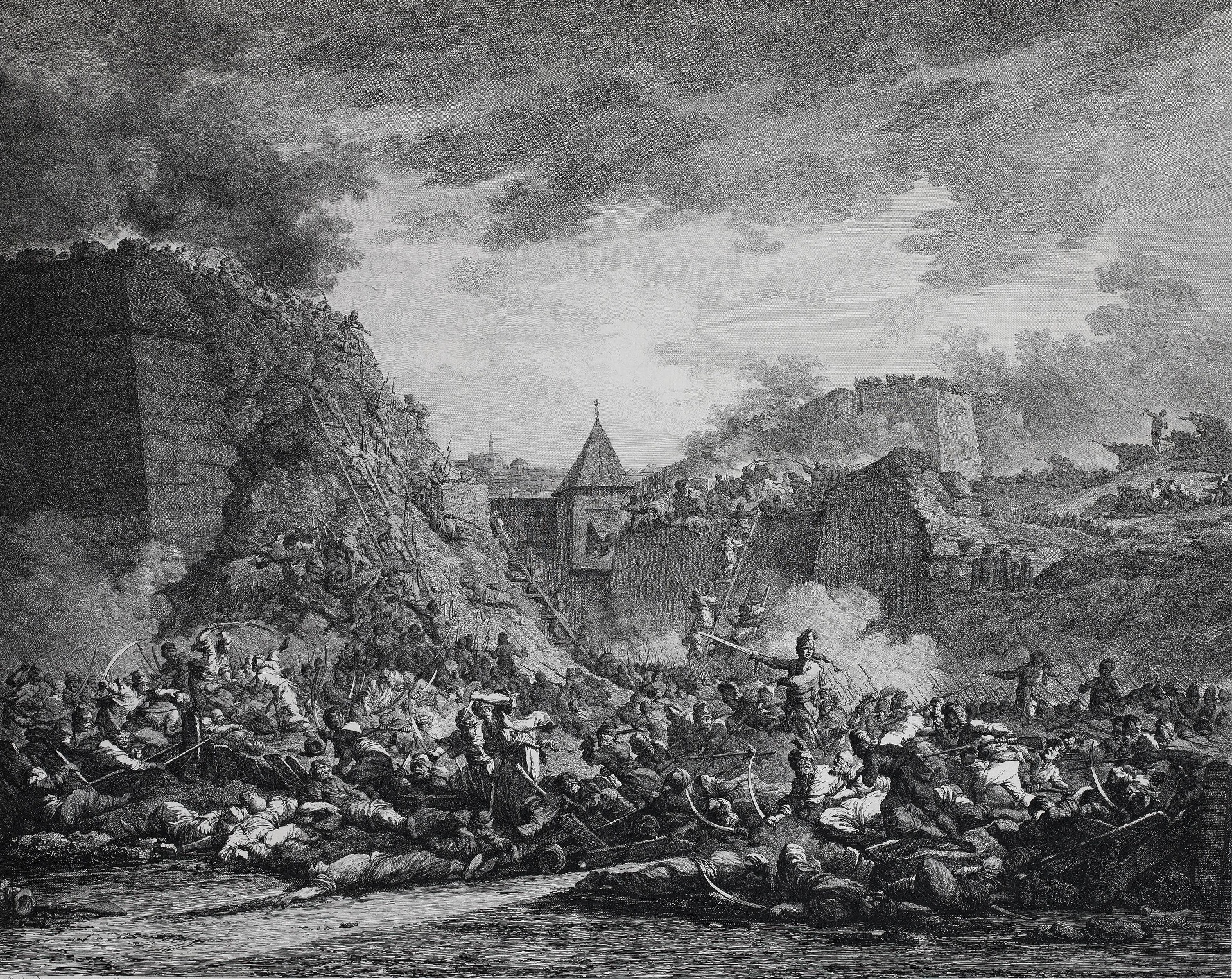
Asediul orașului Oceakiv, Războiul Ruso-Turc (1787–1792), pictură de Berg

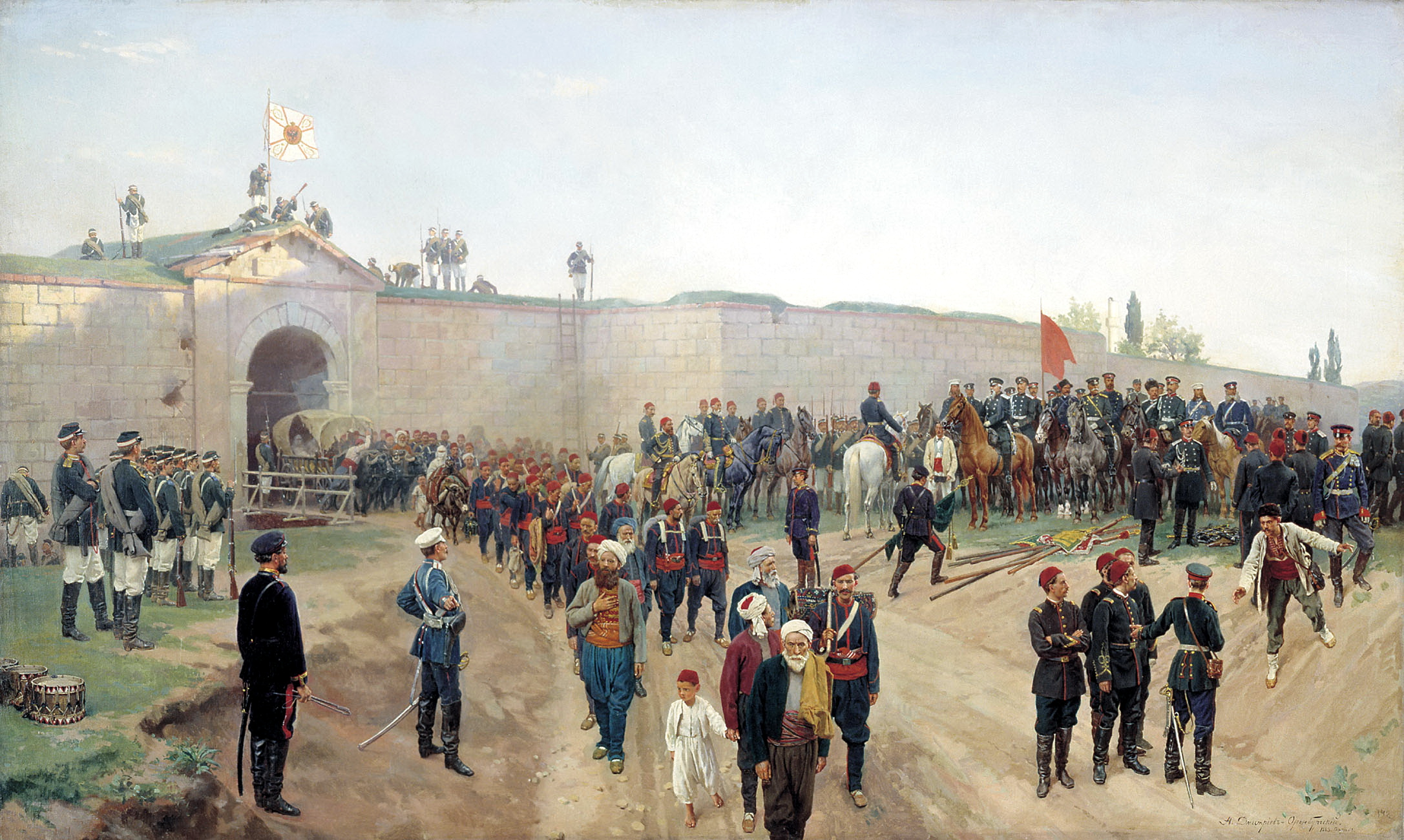
Capitularea garnizoanei turce de la Nikopole, pictură de Nikolai Dmitriev-Orenburgski, 1883

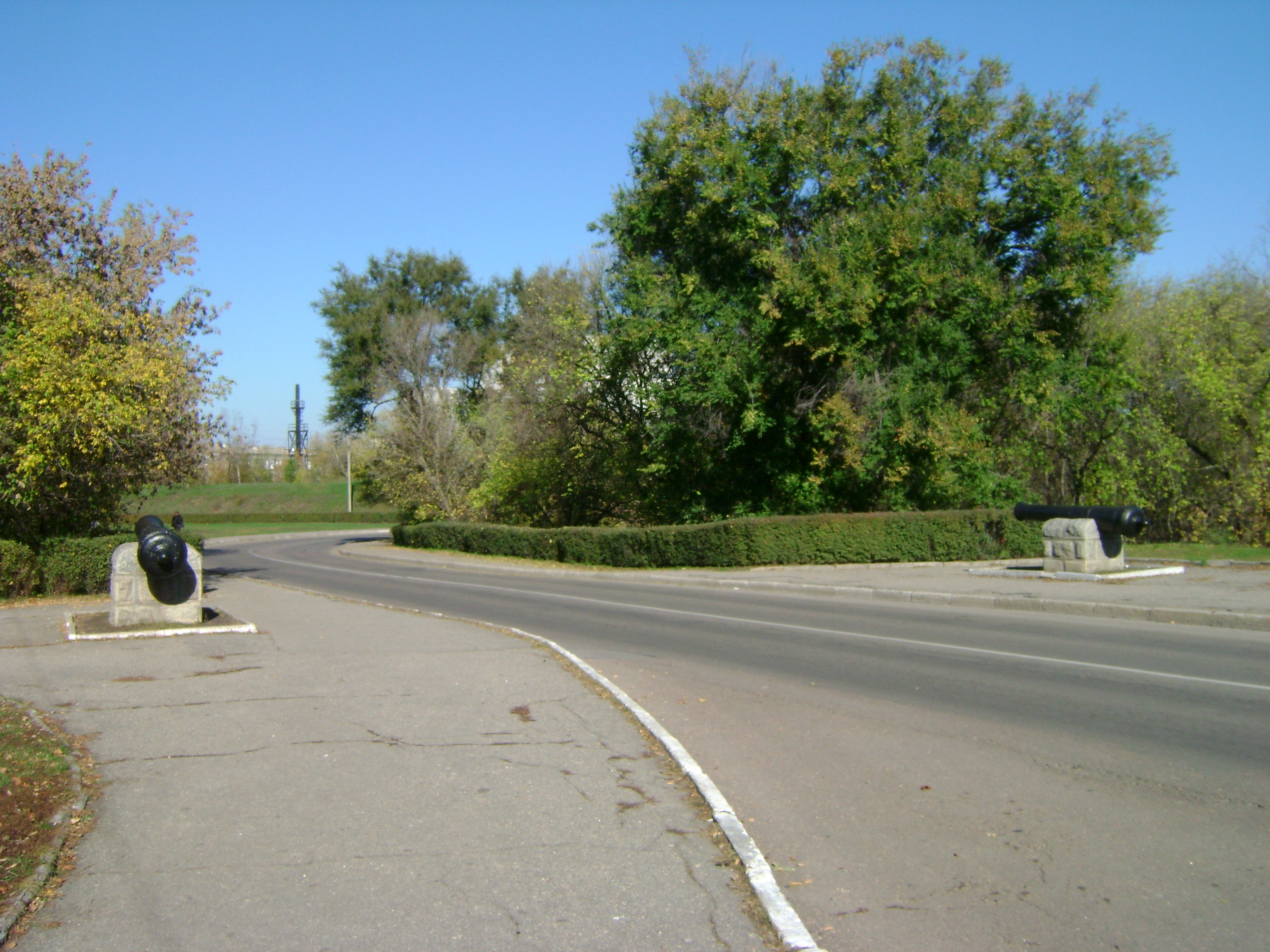
Tunurile și fortificațiile de pământ ale Cetății Sfintei Elisabeta, care au jucat un rol cheie în victoria asupra turcilor

Războiul ruso-turc se poate referi la unul dintre următoarele conflicte militare dintre Imperiul Rus și Imperiul Otoman:
- Războiul Ruso-Turc (1568–1570), victorie pentru ruși
- Războiul Ruso-Turc (1676–1681), victorie indefinibilă
- Războiul Ruso-Turc (1686–1700), victorie pentru ruși
- Războiul Ruso-Turc (1710–1711), victorie pentru turci. Vezi și Campania de la Prut.
- Războiul Ruso-Turc (1735–1739), victorie pentru turci
- Războiul Ruso-Turc (1768–1774), victorie pentru ruși
- Războiul Ruso-Turc (1787–1792), victorie pentru ruși
- Războiul Ruso-Turc (1806–1812), victorie pentru ruși
- Războiul Ruso-Turc (1828–1829), victorie pentru ruși
- Războiul Ruso-Turc (1853–1856) (parte a Războiului Crimeii), victorie pentru turci
- Războiul Ruso-Turc (1877-1878), victorie pentru ruși și români
- Războiul Ruso-Turc (1914–1918) (parte a Primului Război Mondial și Războiului Civil Rus), victorie indefinibilă

## Vezi și
- Relațiile ruso-turce